# Manuel de Zumaya
Manuel de Zumaya, psán také Sumaya, (1678? Ciudad de México, Mexiko – 21. prosince 1755 Oaxaca de Juárez, Mexiko) byl mexický varhaník a hudební skladatel. Vedle Ignacia de Jerusalema patrně nejvýznamnější mexický barokní hudebník.

## Život
Manuel de Zumaya se narodil v Ciudad de México nebo jeho nejbližším okolí na konci 70. let 17. století. Zpíval ve sboru mexické katedrály (Catedral Metropolitana de la Ciudad de México) a v roce 1694 získal svolení ke studiu hry na varhany a kompozice. Po smrti svého otce dostal i malé stipendium. Podle některých pramenů, někdy kolem roku 1700, vykonal studijní cestu do Itálie. V roce 1711 zkomponoval na text italského libretisty Silvia Stampiglia operu La Parténope. Byla to první opera, kterou zkomponoval skladatel narozený v Americe.
Po mnoho let působil v mexické katedrále jako asistent maestra di cappella Antonia de Salazara. V roce 1714 byl jmenován hlavním varhaníkem a o rok později, poté co Salazar odešel do důchodu, nahradil Salazara na místě maestra di cappella. Na tomto místě setrval 24 let. Zasloužil se o zkopírování katedrální knihovny hudebních rukopisů a pozvedl úroveň orchestru.
Na žádost arcibiskupa přesídlil v roce 1738 z Mexico City do Oaxacy, kde pak žil a tvořil až do své smrti v roce 1755. Řídil zde soubor dvaceti zpěváků a deseti instrumentalistů. Spolupracoval i s indiánskými hudebníky.

## Dílo

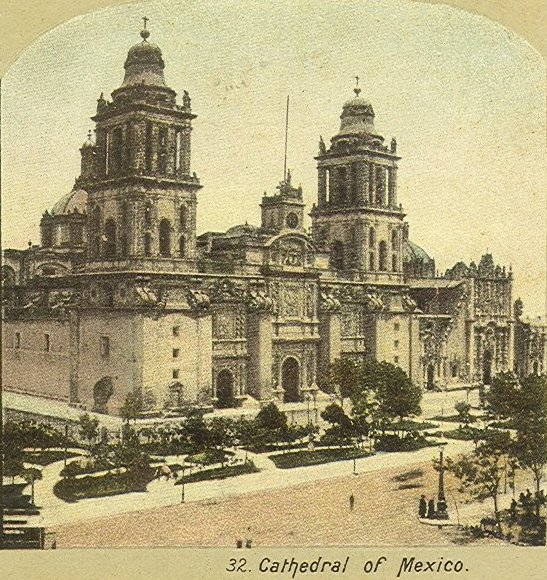
Katedrála v Mexico City

Jeho dvě opery z raného období Zumayovy tvorby (El Rodrigo a La Parténope) jsou bohužel ztraceny. Zanechal však rozsáhlé dílo v oblasti chrámové hudby, několik mší a jejích částí, mnoho motet a dalších skladeb na latinské texty. Zvláště cenné jsou jeho villancicos, drobnější vokální skladby psané na španělské verše, nejčastěji s vánoční tematikou. Při jejich kompozici využíval i indiánské rytmy. Svým charakterem připomínají naše koledy a vánoční hry.
Během jeho života nevyšlo žádné jeho dílo tiskem. Mimo Mexiko tak byla Zumayova tvorba dlouho zcela neznámá. První práce v angličtině zmiňující jeho jméno byla publikována až v roce 1952.